# Peter Marshall
Peter Marshall (Gainesville (Florida), 9 maart 1982) is een Amerikaanse voormalige zwemmer.

## Carrière
Bij zijn internationale debuut, op de wereldkampioenschappen kortebaanzwemmen 2002 in Moskou, sleepte Marshall de zilveren medaille in de wacht op de 50 meter rugslag en de bronzen medaille op de 100 meter rugslag. Op de 4x100 meter vrije slag veroverde hij samen met Scott Tucker, Jason Lezak en Klete Keller de wereldtitel, samen met Aaron Peirsol, David Denniston en Jason Lezak veroverde hij de wereldtitel op de 4x100 meter wisselslag. Op de Pan Pacific kampioenschappen zwemmen 2002 in Yokohama strandde de Amerikaan in de halve finales.
Tijdens de Pan-Amerikaanse Spelen 2003 in Santo Domingo veroverde Marshall de gouden medaille op de 100 meter rugslag, op de 4x100 meter wisselslag legde hij samen met Mark Gangloff, Ben Michaelson en Nick Brunelli beslag op de gouden medaille.
In Indianapolis nam de Amerikaan deel aan de wereldkampioenschappen kortebaanzwemmen 2004, op dit toernooi sleepte hij de bronzen medaille in de wacht op de 50 meter rugslag en eindigde hij als vierde op de 100 meter rugslag. Samen met Mark Gangloff, Ben Michaelson en Nick Brunelli vormde hij een team in de series van de 4x100 meter wisselslag, in de finale werd het viertal vervangen door het kwartet Aaron Peirsol, Brendan Hansen, Ian Crocker en Jason Lezak. Deze vier veroverden de wereldtitel, voor zijn inspanningen in de series ontving Marshall de gouden medaille.

### 2006-heden
Op de Pan Pacific kampioenschappen zwemmen 2006 in Victoria werd Marshall uitgeschakeld in de series van de 100 meter rugslag en de 50 en de 100 meter vrije slag. Tijdens de Pan-Amerikaanse Spelen 2007 in Rio de Janeiro sleepte de Amerikaan de zilveren medaille in de wacht op de 100 meter rugslag, op de 4x100 meter wisselslag ontving hij de gouden medaille voor zijn aandeel in de series.
In Manchester nam Marshall deel aan de wereldkampioenschappen kortebaanzwemmen 2008, op dit toernooi veroverde hij de wereldtitel op de 50 meter rugslag en strandde hij in de halve finales van de 100 meter rugslag. Samen met Mark Gangloff, Randall Tom en Bryan Lundquist vormde hij een team in de series van de 4x100 meter wisselslag, in de finale legde Gangloff samen met Randall Bal, Ryan Lochte en Nathan Adrian beslag op de zilveren medaille. Voor zijn aandeel in de series werd Marshall beloond met de zilveren medaille. Tijdens de wereldbeker zwemmen 2008 eindigde de Amerikaan als tweede in het eindklassement, in het eindklassement van de wereldbeker zwemmen 2009 bezette hij de derde plaats.

## Internationale toernooien
| Jaar | Olympische Spelen | WK langebaan  | WK kortebaan                                                                          | PanPacs                                                     | Pan-Ams                                                          |
| ---- | ----------------- | ------------- | ------------------------------------------------------------------------------------- | ----------------------------------------------------------- | ---------------------------------------------------------------- |
| 2002 |                   |               | 50m rugslag · 100m rugslag · 17e 200m rugslag · 4x100m vrije slag · 4x100m wisselslag | HF 100m rugslag                                             |                                                                  |
| 2003 |                   | geen deelname |                                                                                       |                                                             | 100m rugslag · 4x100m wisselslag                                 |
| 2004 | geen deelname     |               | 50m rugslag · 4e 100m rugslag · 4x100m wisselslag · Marshall zwom enkel de series     |                                                             |                                                                  |
| 2005 |                   | geen deelname |                                                                                       |                                                             |                                                                  |
| 2006 |                   |               | geen deelname                                                                         | serie 50m vrije slag 50e 100m vrije slag serie 100m rugslag |                                                                  |
| 2007 |                   | geen deelname |                                                                                       |                                                             | 100m rugslag · 4x100m wisselslag · Marshall zwom enkel de series |
| 2008 | geen deelname     |               | 50m rugslag · 9e 100m rugslag · 4x100m wisselslag · Marshall zwom enkel de series     |                                                             |                                                                  |
| 2009 |                   | geen deelname |                                                                                       |                                                             |                                                                  |

## Persoonlijke records

### Kortebaan
| Afstand      | Tijd  | Datum            | Plaats    |
| ------------ | ----- | ---------------- | --------- |
| 50m rugslag  | 22,61 | 22 november 2009 | Singapore |
| 100m rugslag | 49,29 | 10 november 2009 | Stockholm |

### Langebaan
| Afstand      | Tijd  | Datum            | Plaats       |
| ------------ | ----- | ---------------- | ------------ |
| 50m rugslag  | 25,55 | 23 augustus 2001 | Peking       |
| 100m rugslag | 53,61 | 8 juli 2009      | Indianapolis |